# Marais (empresa)
Marais o Groupe Marais, fundada en 1962 en Francia, es un constructor de zanjadoras. La sede social y los talleres de construcción se ubican en Durtal desde 2001. La empresa Marais a través de su fundador, Jacques Marais inventó en 1962 la rueda de corte y el proceso de tendido mecanizado de cables o ductos flexibles.
Esta empresa manufacturera produce especialmente zanjadoras de rueda, zanjadoras de cadena y micro zanjadoras.

## Historia

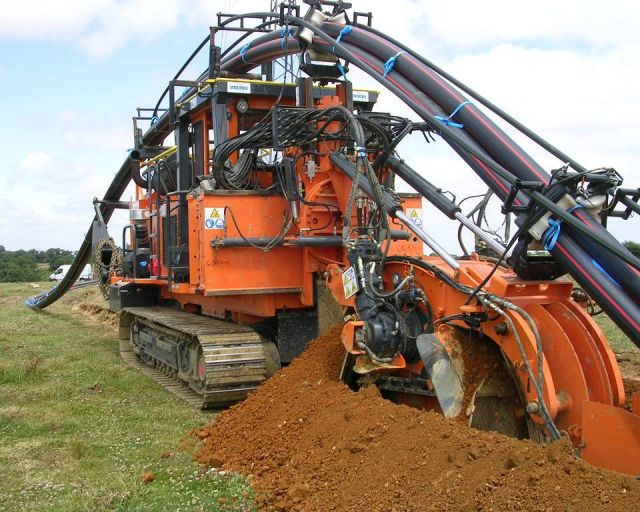
Tendido de redes con una zanjadora Marais

En 1962, el señor Marais, un empresario instalado en el departamento de la Sarthe, solicita una patente para una rueda de zanjadora para operación de drenaje agrícola : es el inicio de la zanjadora de rueda.
1974, la empresa inventa el cárter de tendido mecánico, y la traslación lateral de la rueda y del cárter para facilitar el trabajo a lo largo de la carretera.
Entre 1974 y 1993, varias zanjadoras fueron construidas y alquiladas a las empresas de Ingeniería civil responsables del tendido de cables y redes de telecomunicación, electricidad, gas, agua...etc.
1995, para reforzar su actividad, la empresa va a buscar nuevos mercados en el extranjero: Marruecos, Argelia, Senegal, Colombia, México, EE. UU., Canadá, que van a representar 30 % de su facturación. 
2000, la empresa Marais con su política de innovación constante desarrolla un proceso de micro-zanja Cleanfast para el tendido de fibra óptica en zona urbana.
En 2001, al construir los 12.000 km de la red LDCOM, ahora 9 telecom, la empresa adquirió la habilidad y la experiencia de un fabricante de soluciones llave en mano para la conducción de proyectos de telecomuniciones.
En 2005, Marais crea su primera filial en Marruecos "Marais Maroc".
En 2006, es el líder europeo del tendido mecanizado de redes de energía, telecomunicaciones, gas y agua.
En 2008, la política de innovación de la empresa desarrolla una nueva gama de micro zanjadoras Side Cut para el mercado FTTx.
2009, creación de una joint-venture Marais-Lucas Technologies en Sídney (Australia) .
2009, adquisición de la empresa por Qualium Investissement (Caisse des Dépôts et Consignation) y Ouest, Etienne Dugas sucede a Daniel Rivard a la presidencia del Grupo Marais.

## Grupo
MARAIS o Groupo Marais fabrica zanjadoras para el trabajo en zona rural o urbana. El Grupo Marais está constituido de 5 entidades:
- Marais Contracting Services (Francia);[10][11]
- Marais Trenching (Sudáfrica);[12][13]
- Marais-Lucas Technologie (Australia);[14][15][16]
- Marais Tunisie (Túnez);[17]
- Marais Algérie (Argelia);

## Diverso
- 2006 Precio INPI (Instituto Nacional de la propiedad industrial) de la innovación[4]
- 2010 Miembro Gold del FTTH Council Asia Pacific;[18]
- 2011 Miembro del FTTH Council Europe;[19]